# Richard Nixon Presidential Library and Museum
La Richard Nixon Presidential Library and Museum è una biblioteca presidenziale dedicata a Richard Nixon, 37º presidente degli Stati Uniti.
Si trova a Yorba Linda, la città della California dove Richard Nixon nacque nel 1913 e dove trascorse la sua infanzia. Copre un'area di 3,6 ha e comprende un museo di 4.800 m2 dove sono conservati documenti e oggetti della sua carriera politica. Nixon fu vicepresidente degli Stati Uniti dal 1953 al 1961, durante i due mandati della presidenza Eisenhower, e presidente dal 1969 al 1974.
La biblioteca fu inaugurata ufficialmente il 19 luglio 1990. Erano presenti l'ex presidente Nixon e la first lady Pat Nixon, il presidente in carica George H. W. Bush, gli ex presidenti Gerald Ford e Ronald Reagan, e le loro mogli, Barbara Bush, Betty Ford e Nancy Reagan. Circa 50.000 persone arrivarono a Yorba Linda per la cerimonia.
Inizialmente chiamata Richard Nixon Library & Birthplace, è diventata patrimonio federale in luglio 2007, ed è una delle 12 biblioteche presidenziali amministrate dalla "National Archives and Records Administration" (NARA), un'agenzia del governo degli Stati Uniti.
La biblioteca vera e propria, la "Nixon Library" (aperta al pubblico in marzo 1994) conserva circa 46 milioni di pagine di documenti ufficiali della Casa Bianca durante l'amministrazione Nixon. Sono presenti inoltre tutti i documenti e carteggi di Nixon dei periodi precedente e seguente alla sua presidenza. 

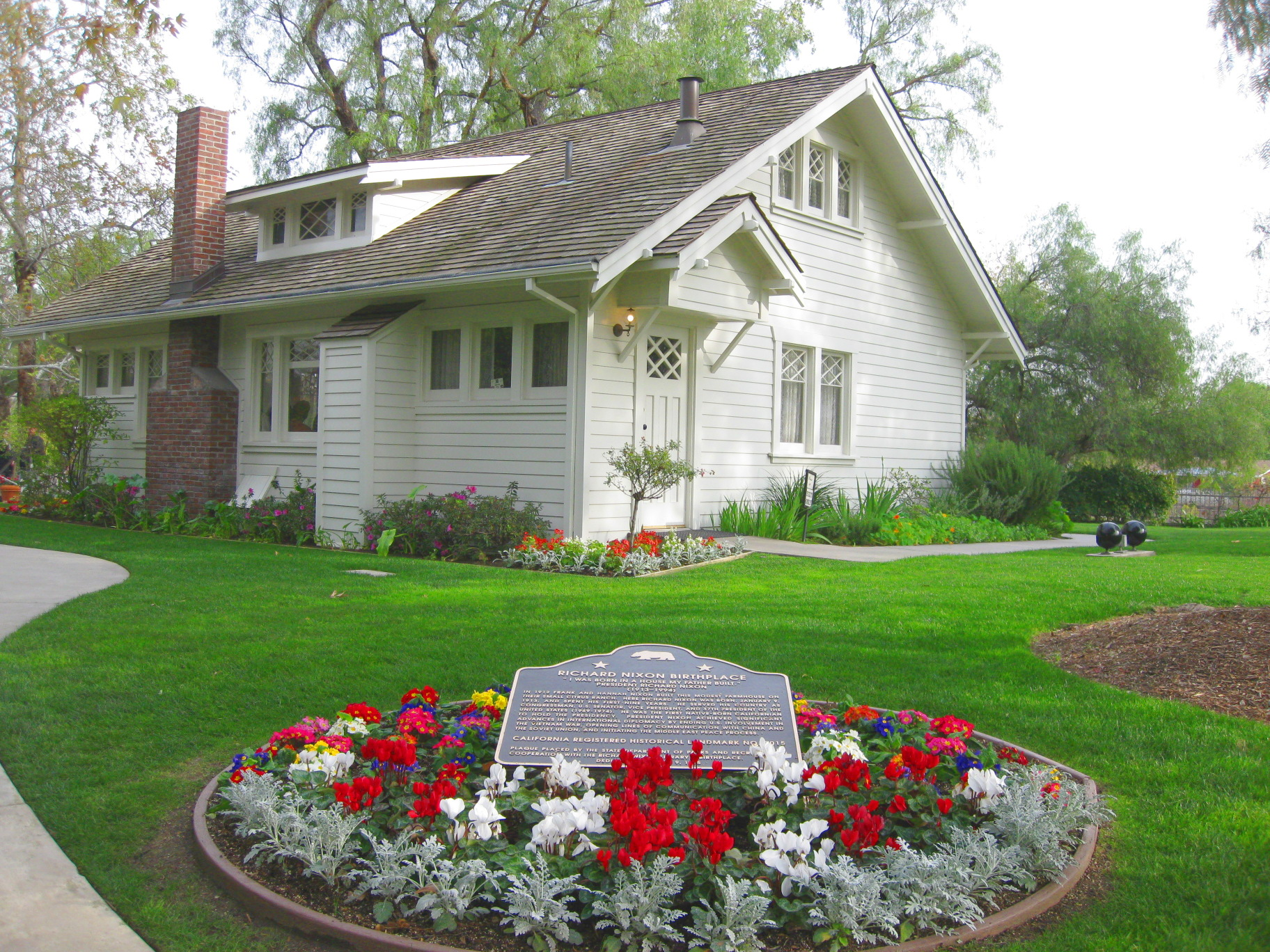
La casa natale di Richard Nixon

Il complesso comprende la casa natale di Nixon, che fu costruita da suo padre ed è ora classificata come National Historic Landmark, con a fianco il luogo di sepoltura del presidente e della first lady Pat Nixon.
Sono permanentemente esposti in pubblico vari memorabilia della carriera di Richard Nixon, tra cui l'elicottero presidenziale, un SH-3A Sea King. L'elicottero, denominato Army One quando trasportava il presidente, rimase a servizio della Casa Bianca dal 1961 al 1976, trasportando anche i presidenti Kennedy, Johnson e Ford, oltre a numerosi capi di Stato e di governo in visita negli Stati Uniti.